# 何煒霖
何煒霖（英語：Bubble Ho Wai Lam，1983年7月30日—），香港男子橋牌選手。早年畢業於九龍工業學校和取得香港科技大學數學教育理學士（2007年）。

## 簡歷
2018年8月，何煒霖代表中國香港參加2018年亞洲運動會橋牌比賽，與陳佩怡、顧可容、黃慧敏、楊凱寧和何凱桐合作贏得超級混合團體賽銀牌。